# ۱۲۴ (عدد)
۱۲۴(صد و بیست و چهار) یک عدد طبیعی است که بعد از ۱۲۳ و قبل از ۱۲۵ قرار دارد.